# Dysaphis ligulariae
Dysaphis ligulariae är en insektsart. Dysaphis ligulariae ingår i släktet Dysaphis och familjen långrörsbladlöss. Inga underarter finns listade i Catalogue of Life.